# Матија Баис
Матија Баис (итал. Mattia Bais; Роверето, 19. октобар 1996) италијански је професионални бициклиста који тренутно вози за UCI про тур тим — Полти—комета. Каријеру је почео 2020. године и исте године је возио своју прву гранд тур трку — Ђиро д’Италију. На Ђиро д’Италији 2023. осму етапу је завршио на шестом мјесту након што је у бијегу провео 140 km, дан након што је Давиде Баис побиједио на седмој етапи на успону Кампо Императоре. Добио је награду за најагресивнијег возача на трећој и петој етапи.
Његов млађи брат Давиде Баис је такође професионални бициклиста.